# Africactenus longurio
Africactenus longurio är en spindelart som först beskrevs av Simon 1910.  Africactenus longurio ingår i släktet Africactenus och familjen Ctenidae. Inga underarter finns listade i Catalogue of Life.